# Culicoides multinotatae
Culicoides multinotatae är en tvåvingeart som beskrevs av Tokunaga 1962. Culicoides multinotatae ingår i släktet Culicoides och familjen svidknott. Inga underarter finns listade i Catalogue of Life.